# 니콜라스 부르디소
니콜라스 안드레스 부르디소(스페인어: Nicolás Andrés Burdisso, 1981년 4월 12일 ~ )는 아르헨티나의 전 축구 선수이다.
1997년부터 1999년까지 보카 주니어스 유스 클럽에서 성장했으며, 1999년에 18살의 나이로 데뷔전을 가졌다. 보카 주니어스에서 뛰며 2000년에 아페르투라 우승, 2003년에 아페르투라 우승을 했다. 2000년과 2001년, 2003년에 코파 리베르타도레스 우승, 2000년과 2003년에 인터콘티넨털컵 우승을 했다.
2004년 인테르나치오날레와 4년 계약을 맺었으나, 딸이 백혈병에 걸려 첫 시즌의 대부분에 출장하지 못했다. 2005년 중반기에 되돌아와 2006년 코파 이탈리아 우승에 일조했다. 2006년 8월 31일 2009년까지 계약을 연장했다. 수비수이지만 그는 2006년 11월 29일 FC 메시나전에서 두 골을 넣는 등 골을 터트리기도 했다.
2007년 3월 5일 발렌시아 CF와의 UEFA 챔피언스리그 경기 도중 발렌시아 CF의 다비드 나바로가 그의 얼굴을 주먹으로 가격해 코뼈가 부러지는 부상을 당했다. 이 일로 다비드 나바로는 7개월간 자국리그와 국제 경기에 못나오게 되었고, 부르디소 또한 책임을 물어 6경기동안 출장이 불가능하게 되었다. 2008년 3월 12일 리버풀 FC와의 UEFA 챔피언스리그에서 복귀를 했으나, 60분만에 경고 두장을 받아 퇴장당했다.
2009년 8월 22일 그는 AS 로마와 임대 계약을 맺었다. 2009년 8월 23일 리그 개막전에 선발출장했고, 12월 20일 파르마 FC전에서 첫 골을 넣었다. 2010년 8월 28일 마침내 그는 AS 로마로 완전 이적 하는데 성공한다. 그는 보카 주니어스에서 선수 경력을 끝내고 싶다고 말한 적이 있었다.
그는 아르헨티나 축구 국가대표팀의 일원으로서 활약했으며, 31경기에 나와 2골을 넣었다. 2004년 하계 올림픽에도 출전해 금메달을 목에 걸었다.
그의 동생인 기예르모 부르디소 또한 축구 선수이다. 로사리오 센트랄에서 뛰고 있는데, 그 또한 아르헨티나 축구 국가대표팀의 일원으로서 활약했지만 2010년 FIFA 월드컵에는 출전하지 못했다.